# Acido acetico
L'acido acetico (nome sistematico: acido etanoico) è un composto chimico organico la cui formula chimica è CH3COOH, meglio conosciuto per conferire all'aceto il suo caratteristico sapore acre e il suo odore pungente. L'acido acetico puro, anidro (ovvero privo di acqua), chiamato acido acetico glaciale, a temperatura ambiente è un liquido incolore che attrae acqua dall'ambiente (igroscopia) e che congela al di sotto dei 16,7 °C (62 °F) in un solido cristallino incolore. L'acido acetico è corrosivo, e i suoi vapori causano irritazione agli occhi, infiammazione delle vie respiratorie e congestione dei polmoni, ma chimicamente è un acido debole per via della sua limitata capacità di dissociarsi in soluzioni acquose.
L'acido acetico è uno dei più semplici acidi carbossilici (il secondo, dopo l'acido formico). È un composto molto diffuso in natura; gli organismi superiori lo impiegano ampiamente come intermedio di sintesi, ed è anche il prodotto finale della fermentazione acetica in cui l'etanolo viene ossidato dall'Acetobacter in presenza di aria. È un importante reagente chimico e prodotto industriale che viene utilizzato nella produzione del polietilentereftalato, usato principalmente per le bottiglie di plastica per le bibite; dell'acetato di cellulosa, principalmente per le pellicole fotografiche; dell'acetato di polivinile per le colle da legno e in molte fibre sintetiche e tessuti. In casa, diluito in acqua viene spesso usato come smacchiante. Nell'industria alimentare, l'acido acetico è usato come additivo alimentare con la funzione di regolatore di acidità; è classificato sotto il codice E260.

## Nomenclatura
Il nome comune acido acetico è il più diffusamente usato, ed è ufficialmente il nome preferito dalla IUPAC. Il nome deriva da acetum, la parola latina per aceto. Il sinonimo acido etanoico è un nome sistematico usato nelle spiegazioni introduttive alla nomenclatura chimica.
Acido acetico glaciale è il nome comune dell'acido acetico privo d'acqua. Simile alla parola tedesca Eisessig (letteralmente, aceto ghiacciato), il nome deriva dai cristalli simili a quelli del ghiaccio che si formano quando la temperatura della sostanza scende leggermente al di sotto dei 16,7 °C.
L'abbreviazione più comune per acido acetico, ma anche quella ufficiale, è AcOH oppure HOAc, dove Ac sta per gruppo acetile, CH3−C(=O)−. Nel contesto delle reazioni acido-base è spesso usata l'abbreviazione HAc, dove Ac invece sta per l'anione acetato (CH3COO−), anche se quest'uso è visto da molti come fuorviante. In entrambi i casi, Ac non deve essere confuso con l'elemento chimico attinio.
L'acido acetico ha formula minima CH2O e formula molecolare C2H4O2. La seconda è spesso scritta come CH3-CO2-H, CH3COOH, CH3CO2H o HOCOCH3 per riflettere meglio la sua struttura chimica. Quando l'acido acetico perde un H+, lo ione risultante è l'anione acetato. Il nome acetato può anche riferirsi a un sale contenente questo anione, o a un estere dell'acido acetico.

## Storia

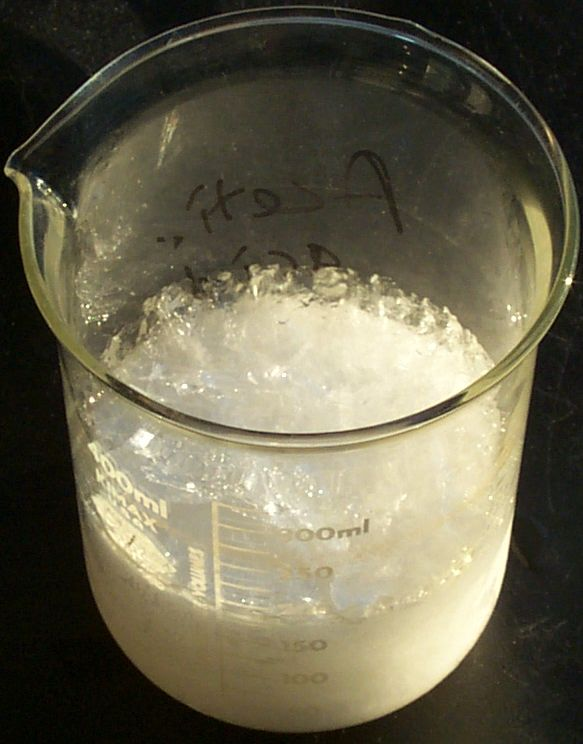
Acido acetico cristallizzato

L'aceto è un prodotto di antiche origini. La produzione di acido acetico per mezzo dei batteri è presente in tutto il mondo, e ogni cultura che ha praticato la fermentazione della birra o del vino ha inevitabilmente scoperto l'aceto come risultato naturale conseguente all'esposizione all'aria di queste bevande.
L'uso dell'acido acetico in chimica risale all'antichità. Nel III secolo a.C., il filosofo greco Teofrasto descrive come l'aceto agisce sui metalli producendo pigmenti utili nell'arte, come la "biacca" o "bianco di piombo " (carbonato di piombo) e il "verdegrigio", una mistura verde di sali di rame tra cui l'acetato rameico monoidrato. Gli antichi romani bollivano il vino acido in recipienti di piombo per produrre uno sciroppo molto dolce chiamato sapa. Il sapa era ricco di diacetato di piombo, una sostanza dolce chiamata "zucchero di piombo" o "zucchero di Saturno", che ha contribuito all'avvelenamento da piombo tra l'aristocrazia romana. L'alchimista persiano del XIII secolo Jabir ibn Hayyan riuscì a concentrare l'acido acetico dall'aceto attraverso la distillazione.
Nel Rinascimento, l'acido acetico glaciale era preparato per distillazione a secco di acetati metallici. L'alchimista tedesco del XVI secolo Andreas Libavius descrive questa procedura, e compara l'acido acetico glaciale prodotto con questo metodo all'aceto. La presenza di acqua nell'aceto ha un così significativo effetto sulle proprietà dell'acido acetico che per secoli i chimici credettero che l'acido acetico glaciale e l'acido trovato nell'aceto fossero due sostanze differenti. Il chimico francese Pierre Adet dimostrò che sono identici.
Nel 1847, il chimico tedesco Hermann Kolbe sintetizzò l'acido acetico per la prima volta partendo da materiali inorganici. Questa sequenza di reazioni consisteva nella clorurazione del disolfuro di carbonio a tetracloruro di carbonio, con successiva da pirolisi a tetracloroetilene, idrolisi acquosa ad acido tricloroacetico e infine riduzione elettrolitica ad acido acetico.

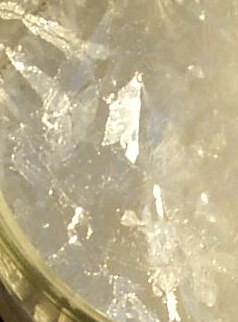
Cristalli di acido acetico, dettaglio

A partire dal 1910 molto dell'acido acetico glaciale era ottenuto dal "liquore pirolegnoso" ottenuto dalla distillazione del legno. L'acido acetico era isolato da questo per trattamento con calce spenta, e il risultante acetato di calcio era acidificato con acido solforico ottenendo acido acetico. A quel tempo la Germania produceva 10.000 tonnellate di acido acetico glaciale, circa il 30% del quale era usato nella produzione del colorante indaco.

## Proprietà chimiche
Negli acidi carbossilici come l'acido acetico, l'atomo di idrogeno (H) del gruppo carbossilico (−COOH) può essere donato come ione H+ (protone), conferendogli così il carattere acido. L'acido acetico in soluzioni acquose è un acido monoprotico debole, efficace, con una costante di dissociazione acida a 20 °C di 1,8×10−5 M (pKa 4,8). La sua base coniugata è l'acetato (CH3COO−). Una soluzione 1 M in acqua a 20 °C (all'incirca la concentrazione dell'aceto domestico) ha pH di 2,4, indicando che solamente lo 0,4% delle molecole di acido acetico sono dissociate.

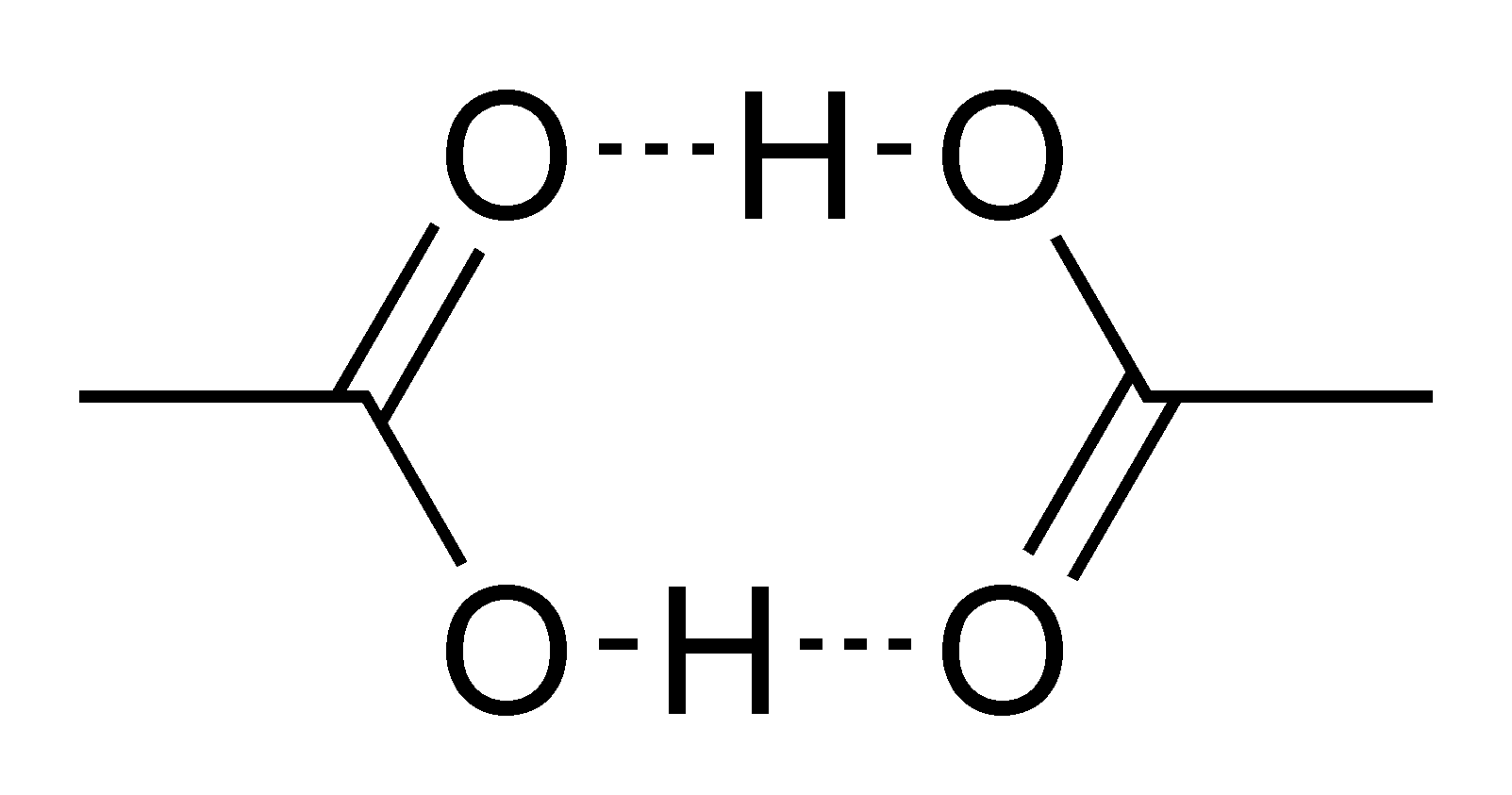
Dimero ciclico dell'acido acetico. Le linee tratteggiate rappresentano i legami a idrogeno.

La struttura cristallina dell'acido acetico mostra che le molecole accoppiate nei dimeri sono connesse da legami a idrogeno. I dimeri possono essere individuati anche nei vapori a 120 °C. Sono presenti inoltre nella fase liquida delle soluzioni diluite di solventi che non formano legami a idrogeno, e una certa quantità è presente anche nell'acido acetico puro, ma vengono distrutti in presenza di solventi che formano legami a idrogeno. L'entalpia di dissociazione del dimero è stimata in 65,0-66,0 kJ/mol, e l'entropia di dissociazione in 154-157 J mol−1 K−1. Questo comportamento dimerizzante è condiviso da altri acidi carbossilici minori.
L'acido acetico liquido è un solvente protico idrofilo (polare), simile all'etanolo e all'acqua. Con una moderata costante dielettrica di 6,2, può sciogliere non solo composti polari come sali inorganici e glucidi, ma anche composti non-polari come oli ed elementi chimici come zolfo e iodio. Si miscela rapidamente con altri solventi polari e non-polari come acqua, cloroformio ed esano. Questa proprietà di dissoluzione e miscibilità fa dell'acido acetico un composto molto usato nell'industria chimica.

### Reazioni chimiche
L'acido acetico è corrosivo per molti metalli, tra cui ferro, magnesio e zinco, con cui forma gas idrogeno e sali metallici chiamati acetati. L'alluminio, quando esposto all'ossigeno, forma un sottile strato di ossido di alluminio sulla sua superficie che è relativamente resistente, in modo tale da consentire alle autocisterne di trasportare l'acido acetico. Gli acetati metallici possono essere preparati anche partendo da acido acetico e una base appropriata, come nella popolare reazione "bicarbonato + aceto". Con l'eccezione dell'acetato di cromo(II), praticamente tutti gli acetati sono solubili in acqua.
{\displaystyle {\ce {Mg(s) + 2 CH3COOH(aq) -> (CH3COO)2Mg(aq) + H2(g)}}}
{\displaystyle {\ce {NaHCO3(s) + CH3COOH(aq) -> CH3COONa(aq) + CO2(g) + H2O(l)}}}
L'acido acetico subisce le tipiche reazioni chimiche di un acido carbossilico, come la produzione di acqua e acetato metallico quando reagisce con alcali, la produzione di un acetato quando reagisce con un metallo, e come la produzione di acetato, acqua e biossido di carbonio quando reagisce con carbonati e idrogenocarbonati. La più significativa delle sue reazioni è la formazione di etanolo per riduzione e formazione di derivati come cloruro di acetile via sostituzione nucleofila acilica.
Altri derivati per sostituzione includono l'anidride acetica; questa anidride è prodotta per perdita di acqua da due molecole di acido acetico. Gli esteri dell'acido acetico si possono formare attraverso l'esterificazione di Fischer, e anche le ammidi possono essere prodotte. Quando riscaldato oltre i 440 °C, l'acido acetico si decompone producendo biossido di carbonio e metano, o producendo chetene e acqua.
L'acido acetico può essere rivelato attraverso il suo caratteristico odore. I sali dell'acido acetico hanno una reazione cromatica in soluzione di cloruro di ferro (III); l'intensa colorazione rossa scompare dopo acidificazione. Quando riscaldati con triossido di diarsenico, gli acetati formano un composto, l'ossido di cacodile, che può essere rilevato grazie ai suoi vapori maleodoranti.

### Biochimica
Il gruppo acetile, derivato dall'acido acetico, è fondamentale nella biochimica di virtualmente tutte le forme di vita. Quando è legato al coenzima A è centrale nel metabolismo di carboidrati e grassi; comunque, la concentrazione di acido acetico nelle cellule è mantenuto a un livello basso per evitare di interrompere il controllo del pH del contenuto delle cellule. A differenza degli acidi carbossilici a catena lunga (gli acidi grassi), l'acido acetico non esiste nei trigliceridi naturali; però, il trigliceride artificiale triacetina (triacetato di glicerile) è un additivo alimentare comune, e si trova nei cosmetici e nei medicinali a uso topico.
L'acido acetico è prodotto e secreto da certi batteri, tra cui l'Acetobacter e il Clostridium acetobutylicum. Questi batteri si trovano universalmente nei cibi, nell'acqua e nel terreno, ed è prodotto naturalmente nei frutti e in altri cibi andati a male. L'acido acetico è inoltre un componente della lubrificazione vaginale dell'uomo e di altri primati, dove sembra servire come moderato agente antisettico.

## Produzione

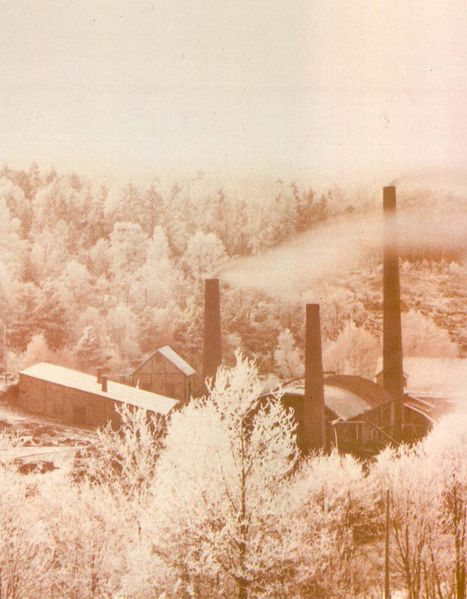
Impianto di purificazione e concentrazione per acido acetico nel 1884

L'acido acetico è prodotto sia sinteticamente sia dalla fermentazione batterica. Oggi, la produzione biologica occupa solamente circa il 10% della produzione mondiale, ma rimane importante per la produzione dell'aceto, anche perché molte leggi nazionali sulla purezza del cibo determinano che l'aceto per uso alimentare debba essere di origine biologica. Circa il 75% dell'acido acetico prodotto per l'uso nell'industria chimica proviene da carbonilazione del metanolo. Il resto è prodotto con metodi alternativi. D'altra parte, l'acido acetico è un prodotto secondario di diversi processi chimici, ad esempio la sintesi di acido acrilico.
La produzione mondiale di acido acetico vergine è stimata in 5 Mt/a (milioni di tonnellate per anno), approssimativamente la metà delle quali prodotte negli Stati Uniti. La produzione europea è di circa 1 Mt/a ed è in declino, mentre 0,7 Mt/a sono prodotte in Giappone. Altre 1,5 Mt vengono riciclate ogni anno, portando il totale del mercato mondiale a 6,5 Mt/a. I due principali produttori di acido acetico vergine sono Celanese e BP Chemicals. Altri maggiori produttori sono Millennium Chemicals, Sterling Chemicals, Samsung, Eastman e Svensk Etanolkemi.
Nella tabella seguente sono indicati alcuni tra i metodi di produzione dell'acido acetico:
| Etilene           | Etilene           | Etilene           | Etilene           | Etilene           | Etilene           |  |  | Etanolo           | Etanolo           | Etanolo           | Etanolo           | Etanolo           | Etanolo           |  |  | Acetilene        | Acetilene        | Acetilene        | Acetilene        | Acetilene        | Acetilene        |  |  |                  |                  |                  |                  |                  |                  |  |  |                            |                            |                            |                            |                            |                            |  |  |                            |                            |                            |                            |                            |                            |  |  |  |  |  |  |  |  |  |  |  |  |  |  |  |  |  |  |  |  |  |  |  |  |  |  |  |  |
| Etilene           | Etilene           | Etilene           | Etilene           | Etilene           | Etilene           |  |  | Etanolo           | Etanolo           | Etanolo           | Etanolo           | Etanolo           | Etanolo           |  |  | Acetilene        | Acetilene        | Acetilene        | Acetilene        | Acetilene        | Acetilene        |  |  |                  |                  |                  |                  |                  |                  |  |  |                            |                            |                            |                            |                            |                            |  |  |                            |                            |                            |                            |                            |                            |  |  |  |  |  |  |  |  |  |  |  |  |  |  |  |  |  |  |  |  |  |  |  |  |  |  |  |  |
| (processo Wacker) | (processo Wacker) | (processo Wacker) | (processo Wacker) | (processo Wacker) | (processo Wacker) |  |  | (deidrogenazione) | (deidrogenazione) | (deidrogenazione) | (deidrogenazione) | (deidrogenazione) | (deidrogenazione) |  |  |                  |                  |                  |                  |                  |                  |  |  |                  |                  |                  |                  |                  |                  |  |  |                            |                            |                            |                            |                            |                            |  |  |                            |                            |                            |                            |                            |                            |  |  |  |  |  |  |  |  |  |  |  |  |  |  |  |  |  |  |  |  |  |  |  |  |  |  |  |  |
| (processo Wacker) | (processo Wacker) | (processo Wacker) | (processo Wacker) | (processo Wacker) | (processo Wacker) |  |  | (deidrogenazione) | (deidrogenazione) | (deidrogenazione) | (deidrogenazione) | (deidrogenazione) | (deidrogenazione) |  |  |                  |                  |                  |                  |                  |                  |  |  |                  |                  |                  |                  |                  |                  |  |  |                            |                            |                            |                            |                            |                            |  |  |                            |                            |                            |                            |                            |                            |  |  |  |  |  |  |  |  |  |  |  |  |  |  |  |  |  |  |  |  |  |  |  |  |  |  |  |  |
|                   |                   |                   |                   |                   |                   |  |  |                   |                   |                   |                   |                   |                   |  |  |                  |                  |                  |                  |                  |                  |  |  |                  |                  |                  |                  |                  |                  |  |  |                            |                            |                            |                            |                            |                            |  |  |                            |                            |                            |                            |                            |                            |  |  |  |  |  |  |  |  |  |  |  |  |  |  |  |  |  |  |  |  |  |  |  |  |  |  |  |  |
|                   |                   |                   |                   |                   |                   |  |  | Acetaldeide       | Acetaldeide       | Acetaldeide       | Acetaldeide       | Acetaldeide       | Acetaldeide       |  |  | Metanolo         | Metanolo         | Metanolo         | Metanolo         | Metanolo         | Metanolo         |  |  | Alcani e alcheni | Alcani e alcheni | Alcani e alcheni | Alcani e alcheni | Alcani e alcheni | Alcani e alcheni |  |  | Alcool etilico             | Alcool etilico             | Alcool etilico             | Alcool etilico             | Alcool etilico             | Alcool etilico             |  |  | Zuccheri                   | Zuccheri                   | Zuccheri                   | Zuccheri                   | Zuccheri                   | Zuccheri                   |  |  |  |  |  |  |  |  |  |  |  |  |  |  |  |  |  |  |  |  |  |  |  |  |  |  |  |  |
|                   |                   |                   |                   |                   |                   |  |  | Acetaldeide       | Acetaldeide       | Acetaldeide       | Acetaldeide       | Acetaldeide       | Acetaldeide       |  |  | Metanolo         | Metanolo         | Metanolo         | Metanolo         | Metanolo         | Metanolo         |  |  | Alcani e alcheni | Alcani e alcheni | Alcani e alcheni | Alcani e alcheni | Alcani e alcheni | Alcani e alcheni |  |  | Alcool etilico             | Alcool etilico             | Alcool etilico             | Alcool etilico             | Alcool etilico             | Alcool etilico             |  |  | Zuccheri                   | Zuccheri                   | Zuccheri                   | Zuccheri                   | Zuccheri                   | Zuccheri                   |  |  |  |  |  |  |  |  |  |  |  |  |  |  |  |  |  |  |  |  |  |  |  |  |  |  |  |  |
|                   |                   |                   |                   |                   |                   |  |  | (ossidazione)     | (ossidazione)     | (ossidazione)     | (ossidazione)     | (ossidazione)     | (ossidazione)     |  |  | (carbonilazione) | (carbonilazione) | (carbonilazione) | (carbonilazione) | (carbonilazione) | (carbonilazione) |  |  | (ossidazione)    | (ossidazione)    | (ossidazione)    | (ossidazione)    | (ossidazione)    | (ossidazione)    |  |  | (fermentazione ossidativa) | (fermentazione ossidativa) | (fermentazione ossidativa) | (fermentazione ossidativa) | (fermentazione ossidativa) | (fermentazione ossidativa) |  |  | (fermentazione anaerobica) | (fermentazione anaerobica) | (fermentazione anaerobica) | (fermentazione anaerobica) | (fermentazione anaerobica) | (fermentazione anaerobica) |  |  |  |  |  |  |  |  |  |  |  |  |  |  |  |  |  |  |  |  |  |  |  |  |  |  |  |  |
|                   |                   |                   |                   |                   |                   |  |  | (ossidazione)     | (ossidazione)     | (ossidazione)     | (ossidazione)     | (ossidazione)     | (ossidazione)     |  |  | (carbonilazione) | (carbonilazione) | (carbonilazione) | (carbonilazione) | (carbonilazione) | (carbonilazione) |  |  | (ossidazione)    | (ossidazione)    | (ossidazione)    | (ossidazione)    | (ossidazione)    | (ossidazione)    |  |  | (fermentazione ossidativa) | (fermentazione ossidativa) | (fermentazione ossidativa) | (fermentazione ossidativa) | (fermentazione ossidativa) | (fermentazione ossidativa) |  |  | (fermentazione anaerobica) | (fermentazione anaerobica) | (fermentazione anaerobica) | (fermentazione anaerobica) | (fermentazione anaerobica) | (fermentazione anaerobica) |  |  |  |  |  |  |  |  |  |  |  |  |  |  |  |  |  |  |  |  |  |  |  |  |  |  |  |  |
|                   |                   |                   |                   |                   |                   |  |  |                   |                   |                   |                   |                   |                   |  |  |                  |                  |                  |                  |                  |                  |  |  |                  |                  |                  |                  |                  |                  |  |  |                            |                            |                            |                            |                            |                            |  |  |                            |                            |                            |                            |                            |                            |  |  |  |  |  |  |  |  |  |  |  |  |  |  |  |  |  |  |  |  |  |  |  |  |  |  |  |  |
|                   |                   |                   |                   |                   |                   |  |  |                   |                   |                   |                   |                   |                   |  |  |                  |                  |                  |                  |                  |                  |  |  | Acido acetico    |                  |                  |                  |                  |                  |  |  |                            |                            |                            |                            |                            |                            |  |  |                            |                            |                            |                            |                            |                            |  |  |  |  |  |  |  |  |  |  |  |  |  |  |  |  |  |  |  |  |  |  |  |  |  |  |  |  |

### Carbonilazione del metanolo
Molto acido acetico vergine è prodotto per mezzo della carbonilazione del metanolo. In questo processo, metanolo e monossido di carbonio reagiscono per produrre acido acetico, secondo l'equazione chimica:
{\displaystyle {\ce {CH3OH\ +\ CO->CH3COOH}}}
Il processo implica iodometano come intermedio di reazione, e avviene in tre passaggi. Affinché la carbonilazione avvenga, è necessario un catalizzatore, usualmente un metallo complesso (secondo passaggio).
1. {\displaystyle {\ce {CH3OH\ +\ HI->CH3I\ +\ H2O}}}
2. {\displaystyle {\ce {CH3I\ +\ CO->CH3COI}}}
3. {\displaystyle {\ce {CH3COI\ +\ H2O->CH3COOH\ +\ HI}}}

Alterando le condizioni di processo, l'anidride acetica può anche essere prodotta nello stesso impianto. Siccome sia il metanolo sia il monossido di carbonio sono materie prime grezze, la carbonilazione del metanolo sembra essere un allettante metodo per la produzione di acido acetico. Nella sede britannica della Celanese, Henry Drefyus ha sviluppato un impianto pilota per la carbonilazione già nel 1925. Però, la mancanza di materiali funzionali che potevano contenere la reazione corrosiva mista alle alte pressioni necessarie (200 atmosfere o più) ha scoraggiato la commercializzazione di questa via per un po' di tempo. Il primo processo di carbonilazione commerciale, che utilizzava cobalto come catalizzatore, fu elaborato dalla compagnia chimica tedesca BASF nel 1963. Nel 1968, fu scoperto che un catalizzatore basato sul rodio (cis−[Rh(CO)2I2]−) consentiva di poter operare a basse pressioni con quasi nessun sottoprodotto. Il primo impianto che utilizzò questo catalizzatore fu costruito dalla compagnia chimica statunitense Monsanto nel 1970, e la carbonilazione del metanolo con il rodio come catalizzatore diventò il metodo dominante nella produzione di acido acetico (vedi processo Monsanto). Alla fine degli anni novanta, la BP Chemicals commercializzò il catalizzatore Cativa ([Ir(CO)2I2]−), attivato dal rutenio. Questo processo, che sfrutta l'iridio come catalizzatore, è verde e più efficiente e ha largamente soppiantato il processo Monsanto, spesso negli stessi impianti di produzione.

### Ossidazione dell'acetaldeide
Prima della commercializzazione del processo Monsanto, la maggior parte dell'acido acetico era prodotto per ossidazione dell'acetaldeide, che rimane il secondo più importante metodo di produzione, anche se non competitivo rispetto alla carbonilazione del metanolo. L'acetaldeide può essere prodotta per ossidazione di butano o nafta leggera, o per idratazione di etilene.
Quando butano o nafta leggera sono riscaldati con aria in presenza di vari ioni metallici, tra cui quelli di manganese, cobalto e cromo, si formano perossidi e successivamente si decompongono per produrre acido acetico secondo l'equazione chimica:
{\displaystyle {\ce {2C4H10 \ + \ 5O2 -> 4CH3COOH \ + \ 2H2O}}}
Tipicamente, la reazione è condotta con valori di temperatura e pressione tali che la temperatura sia la più alta possibile mantenendo il butano ancora in fase liquida. Condizioni tipiche di reazione sono 150 °C e 55 atm. Possono inoltre formarsi diversi prodotti secondari, tra cui butanone, etil acetato, acido formico e acido propionico; anche questi prodotti secondari hanno un valore commerciale, e le condizioni di reazione possono essere alterate per produrne maggiori quantità, se economicamente vantaggioso. Comunque, la separazione dell'acido acetico da questi sottoprodotti aggiunge un costo al processo.
Sotto condizioni simili e utilizzando catalizzatori simili a quelli usati per l'ossidazione del butano, l'acetaldeide può essere ossidata dall'ossigeno presente nell'aria per produrre acido acetico:
{\displaystyle {\ce {2CH3CHO\ +\ O2->2CH3COOH}}}
Utilizzando catalizzatori moderni, questa reazione può avere una resa di oltre il 95%. I principali prodotti secondari sono etil acetato, acido formico e formaldeide, i quali hanno un minor punto di ebollizione rispetto all'acido acetico e sono facilmente separabili per distillazione.

### Ossidazione dell'etilene
L'acetaldeide può essere preparata a partire da etilene con il processo Wacker, e successivamente ossidata come descritto più sopra. Recentemente è stata commercializzata un'economica conversione a singolo stadio da etilene ad acido acetico dalla compagnia chimica Showa Denko, che ha aperto un impianto di ossidazione dell'etilene a Ōita, Giappone, nel 1997. Il processo è catalizzato da un catalizzatore al metallo palladio supportato da acido tungstosilicico idrato. Si pensa che sia competitivo con la carbonilazione del metanolo per piccoli impianti (100.000–250.000 tonnellate/anno), a seconda del prezzo locale dell'etilene.

### Fermentazione ossidativa
Per buona parte della storia umana, l'acido acetico, sotto forma di aceto, è stato prodotto dai batteri del genere Acetobacter. Se hanno ossigeno a sufficienza, questi batteri possono produrre aceto da una varietà di bevande alcoliche; tra queste, le più comunemente usate sono sidro di mela, vino, grano fermentato, malto, riso o patate. La reazione chimica complessiva facilitata da questi batteri è:
{\displaystyle {\ce {C2H5OH\ +\ O2->CH3COOH\ +\ H2O}}}
Se una soluzione diluita di alcool viene inoculata con Acetobacter e viene mantenuta in un luogo caldo e arieggiato, essa diventerà aceto nel giro di pochi mesi. L'industria produttrice di aceto accelera questo processo fornendo un supplemento di ossigeno ai batteri.
Le prime quantità di aceto prodotte dalla fermentazione probabilmente sono la conseguenza di errori nel processo di vinificazione. Se il mosto viene fermentato a una temperatura troppo elevata, Acetobacter finisce per sopraffare il lievito naturalmente presente nei grappoli. Non appena la domanda di aceto per l'uso in cucina e per usi medico-sanitari crebbe, i viticultori impararono in fretta a usare materiali organici per produrre l'aceto nei caldi mesi estivi prima che i grappoli venissero raccolti pronti per essere trasformati in vino. Questo metodo era lento, e non sempre soddisfacente, poiché i viticultori non comprendevano il processo che avveniva.
Uno dei primi moderni processi commerciali fu il "metodo veloce" o "metodo tedesco", praticato per la prima volta in Germania nel 1823. In questo processo, la fermentazione ha luogo in una torre impaccata con trucioli da legno o carbone vegetale. Il contenuto alcolico viene fatto salire verso la cima della torre, mentre fresca aria atmosferica viene fornita dal basso per convezione naturale o forzata. La quantità aggiuntiva di aria fornita in questo processo riduce il tempo di preparazione dell'aceto da mesi a settimane.
Al giorno d'oggi, la maggior parte dell'aceto è prodotto in serbatoi in cui sono immerse colture microbiologiche, metodo descritto per la prima volta nel 1949 da Otto Hromatka e Heinrich Ebner. In questo metodo, l'alcol è fermentato ad aceto in un serbatoio in cui avviene un mescolamento continuo, e l'ossigeno viene fornito per mezzo di bolle d'aria che attraversano la soluzione. Usando questo metodo, aceto con il 15% di acido acetico può essere preparato in soli 2-3 giorni.

### Fermentazione anaerobica
Alcune specie di batteri anaerobi, tra cui parecchi membri del genere Clostridium, possono convertire direttamente zuccheri in acido acetico, senza usare l'etanolo come intermediario. La reazione chimica complessiva condotta da questi batteri può essere schematizzata come:
{\displaystyle {\ce {C6H12O6 -> 3CH3COOH}}}
Più interessante dal punto di vista della produzione industriale, molti di questi batteri acetogeni possono produrre acido acetico partendo da composti con un solo atomo di carbonio, tra cui metanolo, monossido di carbonio o una miscela di biossido di carbonio e idrogeno:
{\displaystyle {\ce {2CO2 \ + \ 4H2 -> CH3COOH \ + \ 2H2O}}}
Questa abilità del Clostridium di utilizzare zuccheri direttamente o di produrre acido acetico da reagenti meno costosi indica che questi batteri possono potenzialmente produrre acido acetico in maniera più efficiente rispetto a ossidatori di etanolo come l'Acetobacter; per contro, i batteri Clostridium sono meno tolleranti all'ambiente acido che l'Acetobacter. Perfino il Clostridium più tollerante all'acido può produrre una concentrazione di acido acetico solo pari a pochi punti percentuale, in confronto ad alcuni Acetobacter che possono produrre aceto fino a una concentrazione del 20% in acido acetico. A oggi, rimane economicamente meno vantaggioso produrre aceto utilizzando l'Acetobacter che non produrrlo usando il Clostridium e poi concentrarlo. Come risultato, anche se i batteri acetogenici sono conosciuti fin dal 1940, il loro uso a livello industriale rimane confinato a una nicchia di applicazioni.

## Applicazioni

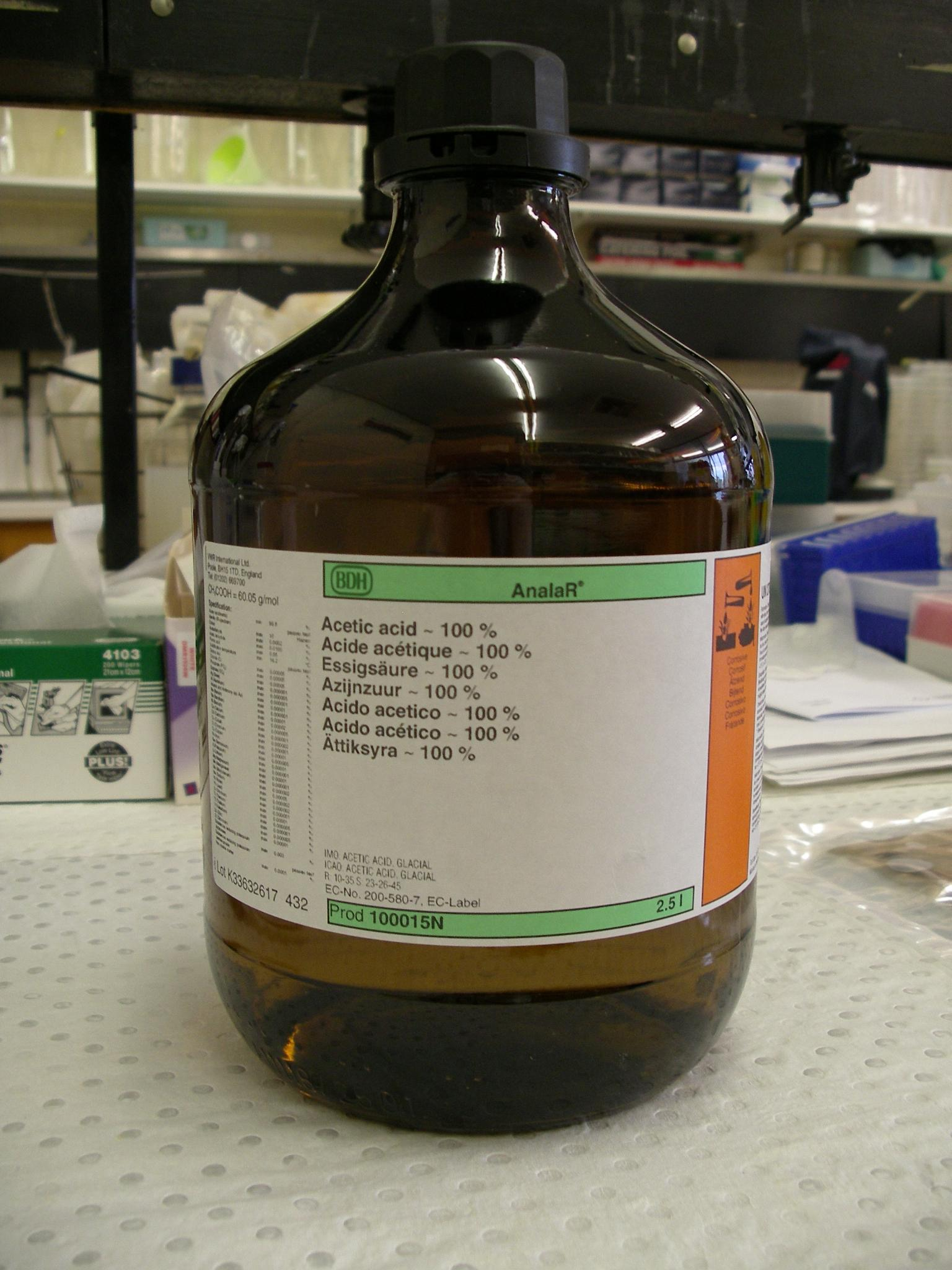
Una bottiglia di acido acetico da 2,5 litri in un laboratorio

L'acido acetico è un reagente chimico usato per la produzione di composti chimici. Il maggior uso di acido acetico come reagente si ha nella produzione del monomero acetato di vinile, seguito da vicino da quella di anidride acetica e dell'estere. Il volume di acido acetico usato nell'aceto è comparativamente piccolo.

### Vinil acetato monomero
Il più largo uso di acido acetico viene fatto nella produzione del vinil acetato monomero (VAM). Questa applicazione occupa approssimativamente dal 40% al 45% della produzione mondiale di acido acetico. La reazione è fra etilene e acido acetico in presenza di ossigeno con palladio come catalizzatore.
{\displaystyle {\ce {2 H3C-COOH + 2 C2H4 + O2 -> 2 H3C-CO-O-CH=CH2 + 2 H2O}}}
L'acetato di vinile può essere polimerizzato ad acetato di polivinile o ad altri polimeri utilizzati come vernici o adesivi.

### Produzione dell'estere
I principali esteri dell'acido acetico sono comunemente usati come inchiostri, vernici e rivestimenti. Gli esteri includono acetato di etile, n-acetato di butile, acetato di isobutile e acetato di propile. Sono tipicamente prodotti per reazione catalizzata tra acido acetico e il corrispondente alcol.
{\displaystyle {\ce {H3C-COOH\ +\ HO-R->H3C-CO-O-R\ +\ H2O}}}, dove {\displaystyle {\ce {R =}}} un generico gruppo alchilico
La maggior parte degli esteri acetati sono però prodotti a partire dall'acetaldeide utilizzando la reazione Tishchenko. In aggiunta, alcuni eteri acetati sono usati come solventi per nitrocellulosa, colori acrilici, per rimuovere film protettivi e macchie su legno. I primi dioli monoetere sono stati prodotti a partire da ossido di etilene od ossido di propilene con alcol, i quali sono stati poi esterificati con acido acetico. I tre principali prodotti sono l'EEA (ethylene glycol monoethyl ether acetate), l'EBA (ethylene glycol monobutyl ether acetate) e il PMA (propylene glycol monomethyl ether acetate). Questa applicazione occupa circa dal 15% al 20% della produzione mondiale di acido acetico. Per alcuni di questi eteri acetati, per esempio l'EEA, è stato dimostrato che sono nocivi per la riproduzione umana.

### Anidride acetica
Il prodotto della condensazione fra due molecole di acido acetico è l'anidride acetica. La produzione mondiale di anidride acetica è la maggiore applicazione, e occupa approssimativamente dal 25% al 30% della produzione globale di acido acetico. L'anidride acetica può essere prodotta direttamente dalla carbonilazione del metanolo evitando l'acido, e gli impianti predisposti per il processo Cativa possono essere adattati per la produzione di anidride.
L'anidride acetica è un forte agente acetilante. Come tale, la sua maggiore applicazione è per la produzione di acetato di cellulosa, un tessuto sintetico usato fra l'altro per le pellicole cinematografiche. L'anidride acetica è anche un reagente per la produzione di aspirina, eroina e altri composti.

### Aceto
Le soluzioni di acido acetico diluite non possono essere denominate aceto, in quanto questa denominazione è riservata solamente a prodotti ottenuti per doppia fermentazione (alcolica e acetica) da materie prime di origine agricola.
Solamente in alcuni paesi fuori dall'Unione europea la denominazione è ancora in uso anche per soluzioni diluite di acido acetico.
Le soluzioni di acido acetico (tipicamente con concentrazioni di acido acetico tra il 5% e il 18%, percentuali usualmente calcolate in massa) sono utilizzate direttamente come correttore di pH e anche nella conservazione dei vegetali e altri cibi.
Il totale di acido acetico usato come aceto su scala mondiale non è elevato, ma storicamente è l'uso più vecchio e meglio conosciuto di tale sostanza.

### Uso come solvente
L'acido acetico glaciale è un eccellente solvente protico polare, come citato più sopra. È frequentemente usato come solvente nella ricristallizzazione per purificare composti organici. L'acido acetico puro allo stato liquido è utilizzato come solvente nella produzione dell'acido tereftalico (TPA), una materia prima per la produzione del polietilentereftalato (PET). Anche se conta fra il 5% e il 10% della produzione mondiale, ci si aspetta che questa specifica applicazione cresca significativamente nel prossimo decennio, di pari passo all'incremento della produzione di PET.
L'acido acetico è spesso usato come solvente nelle reazioni che coinvolgono carbocationi, come l'alchilazione di Friedel-Crafts. Ad esempio, uno degli stadi nella produzione della canfora sintetica coinvolge un riarrangiamento di Wagner-Meerwein da campene ad acetato di isobornile; qui, l'acido acetico agisce sia come solvente sia come nucleofilo per intrappolare il carbocatione riarrangiato. L'acido acetico è il solvente da scegliere quando si riduce un aril nitro-gruppo ad anilina utilizzando Pd/C (Palladium on carbon, una forma di palladio usata per la catalisi).
L'acido acetico glaciale è usato in chimica analitica per la stima di deboli sostanze alcaline come le ammidi organiche; l'acido acetico glaciale è una base molto più debole dell'acqua, cosicché le ammidi si comportano come base forte. Può essere titolato usando una soluzione in acido acetico glaciale di un acido molto forte, come l'acido perclorico.

### Altre applicazioni
Soluzioni diluite di acido acetico sono utilizzate anche per la loro bassa acidità. Esempi in ambito domestico includono l'uso nelle vasche di sviluppo dei rullini fotografici, l'uso come agente smacchiante per rimuovere il calcare dai rubinetti e dai bollitori. L'acidità è sfruttata anche per trattare le punture delle meduse rendendo inefficaci le sue cellule irritanti, prevenendo seri infortuni o la morte se applicato immediatamente, e per il trattamento delle infezioni dell'orecchio nelle persone in preparazioni come il Vosol. Inoltre, l'acido acetico è usato in spray per preservare gli stoccamenti di balle di fieno, scoraggiando la crescita di funghi e batteri. L'acido acetico glaciale è usato anche nel processo rimozione delle verruche e in acquariofilia come fonte di carbonio per stimolare lo sviluppo batterico di vasche in maturazione.
Sali organici e inorganici sono prodotti a partire dall'acido acetico, tra cui:
- Acetato di sodio, usato nell'industria tessile e come conservante (E262).
- Acetato di rame (II), usato come pigmento e fungicida.
- Acetato di alluminio e Acetato di ferro (II), usato come mordente per i coloranti.
- Acetato di palladio (II), usato come catalizzatore nelle reazioni di accoppiamento come la reazione Heck.
- Acetato di zinco, sale di zinco dell'acido acetico.
- Acetato d'argento.

Alcuni acidi acetici sostituiti sono: 
- Acido monocloroacetico (MCA), acido dicloroacetico (considerato un sottoprodotto) e acido tricloroacetico. L'MCA è utilizzato nella produzione dell'indaco.
- Acido bromoacetico, che viene esterificato per produrre il reagente etil bromoacetato.
- Acido trifluoroacetico, reagente comune usato nella sintesi organica.

L'ammontare di acido acetico usato in queste applicazioni nel loro insieme (a parte il TPA) occupa un altro 5%–10% della produzione mondiale. In ogni caso non ci si aspetta che queste applicazioni crescano tanto quanto la produzione di TPA.

## Sicurezza

Simbolo di sicurezza

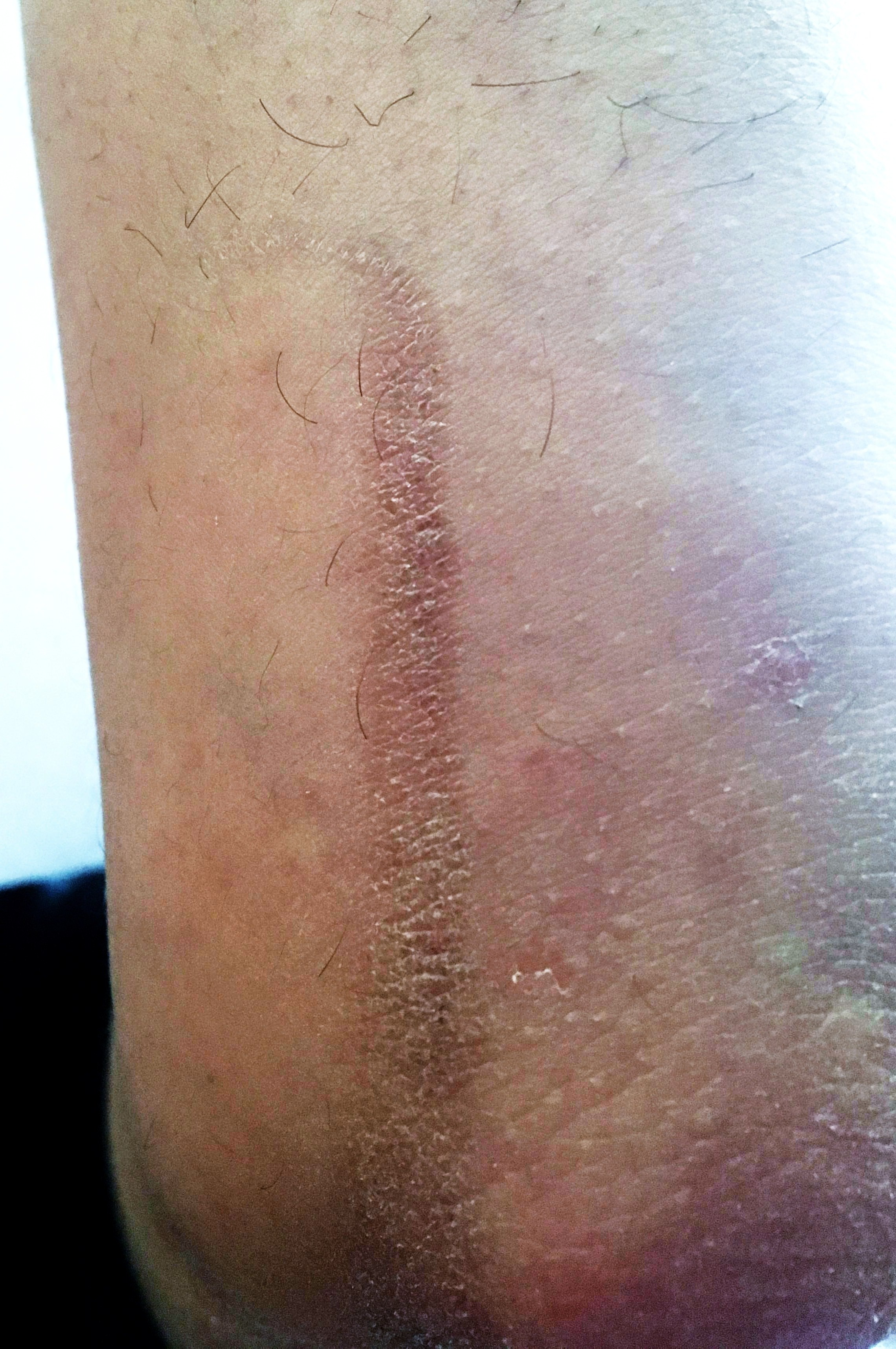
Lieve ustione chimica (vecchia di 3 giorni) causata da acido acetico glaciale (cute avambraccio)

L'acido acetico concentrato è corrosivo e deve essere maneggiato con opportuna cura, poiché può causare bruciature della pelle, danni permanenti agli occhi e irritazioni delle membrane delle mucose. Queste bruciature o vescichette non compaiono prima di qualche ora dell'esposizione. I guanti in lattice non offrono adeguata protezione; quindi, quando si maneggia il composto, devono essere impiegati speciali guanti resistenti, come quelli fatti in gomma nitrilica. L'acido acetico concentrato si infiamma con difficoltà in laboratorio; l'infiammabilità diventa un rischio se la temperatura dell'ambiente oltrepassa i 39 °C (102 °F), e in presenza di aria può formare miscele esplosive oltre questa temperatura (limiti di esplosione: 5,4%–16%).
I rischi nell'uso delle soluzioni di acido acetico dipendono dalla concentrazione. La tabella seguente elenca la classificazione EU delle soluzioni di acido acetico:
| concentrazione (percentuale in peso) | Molarità           | Classificazione | Frasi R  |
| ------------------------------------ | ------------------ | --------------- | -------- |
| 10%-25%                              | 1,67-4,16 mol/dm3  | Irritante (Xi)  | R36/38   |
| 25%-90%                              | 4,16-14,99 mol/dm3 | Corrosivo (C)   | R34      |
| >90%                                 | >14,99 mol/dm3     | Corrosivo (C)   | R10, R35 |

Soluzioni che vanno oltre il 25% in acido acetico devono essere manipolate sotto cappa a causa dei vapori pungenti e corrosivi. L'acido acetico diluito, nella forma di aceto, è innocuo, anche se l'ingestione di grandi quantità di soluzione è pericolosa per la vita umana e animale; può causare gravi danni al sistema digestivo e una modificazione potenzialmente letale dell'acidità del sangue.
A causa della loro incompatibilità (si hanno reazioni di decomposizione violenta), si raccomanda di mantenere l'acido acetico lontano da acido cromico, acido nitrico, acido perclorico, permanganati, perossidi; anche dovendo operare con idrossidi è consigliabile una certa cautela, poiché questi ultimi liberano rapidamente grosse quantità di calore nella neutralizzazione dell'acido.

### Composti chimici correlati
- Acido formico, l'acido carbossilico con un atomo di carbonio in meno per molecola
- Acido propionico, l'acido carbossilico con un atomo di carbonio in più per molecola
- Etanolo, alcool etilico
- Acetaldeide
- Anidride acetica
- Diacetato di piombo, sale di piombo dell'acido acetico
- Acetato di cadmio, sale di cadmio dell'acido acetico
- Acetato di calcio, sale di calcio dell'acido acetico
- Acetato di magnesio tetraidrato, sale di magnesio dell'acido acetico
- Acetato mercurico, sale di mercurio (II) dell'acido acetico